# Megachile coloradensis
Megachile coloradensis är en biart som beskrevs av Mitchell 1936. Megachile coloradensis ingår i släktet tapetserarbin, och familjen buksamlarbin. Inga underarter finns listade i Catalogue of Life.